# FIF Håndbold
FIF Håndbold, Frederiksberg IF Håndbold, hemmahörande i Frederiksberg i Köpenhamn, är idrottsföreningen Frederiksberg IF:s handbollssektion.  

## Förenings historia
Fredriksbergs IF grundades 1913 och handboll kom på föreningsprogrammet 1935. FIF är en av Danmarks framgångsrikaste handbollsklubbar på damsidan och den framgångsrikaste ungdomsföreningen. Säsongen 2012/2013 hade klubben ett damlag som spelade i den högsta handbollsligan, medan herrlaget efter nedflyttning 2010/2011 spelade i näst högsta divisionen. Klubben är en av Danmarks största ungdomsföreningar inom handboll. 2013 tog København Håndbold A/S över FIF.s licens att spela i högsta danska damligan. Så på elitnivå representeras klubben nu av København Håndbold. Inom ungdomshandbollen gäller fortfarande FIF som klubbnamn. 

## Damlaget[2]
Damlaget har vunnit 12 danska mästerskap, vilket var rekord fram till den 22 maj 2010 när Viborg blev danska mästare för 13:e gången. FIF har dessutom 8 Silver och 8 Brons i prisskåpet. Den danska cupen (Nordea Cup), har damlaget vunnit 11 gånger vilket är rekord jämfört med Viborg som vunnit åtta gånger. Klubben är en av Danmarks bästa handbollsklubbar för damer genom tiderna. Framstående spelare är Anne-Marie Nielsen som kallades "Sös", som vann 10 Danska Mästerskap med klubben 1957-1978 och spelade 180 landskamper för Danmark varav 138 landskamper 1960 -1973 då hon spelade alla danska landskamper. En tysk tidning som 2000 rankade alla kvinnliga handbollsspelare i historien hade Anja Andersen som etta och A M Nielsen som nr 6. Två andra stora spelare är Marianne Vilstrup med 140 landskamper och Mette Vestergaard med 181 landskamper. Spelartruppen nedan  var den sista som spelade under benämningen FIF. Maybrit Nielsen och Karina Jespersen är två damspelare i FIF som blivit världsmästare i handboll 1997 när de spelade för FIF. 

## Herrlaget
Under 2000-talet köptes laget av Parken Sport & Entertainment A/S. Laget bytte namn till FCK Håndbold och blev FC Köpenhamns handbollssektion.2010 splittrades FCK Håndbold. Ena delen blev AG Köpenhamn och den andra delen återgick, tillsammans med AG Håndbold som också splittrades och blev en del i AG Köpenhamn, till att bli FIF Håndbold, Frederiksberg IF:s handbollssektion.

## Spelartrupp

### Damlaget
- Aktuell: 18 september 2012[3]

| Nr | Land    | Pos | Namn                   |
| -- | ------- | --- | ---------------------- |
| 1  | Danmark | MV  | Christina N. Hansen    |
| 12 | Danmark | MV  | Karin Mortensen        |
| 16 | Danmark | MV  | Carina Kjergaard Friis |
| 2  | Danmark | H6  | Malene Johansen        |
| 3  | Danmark | V6  | Michelle Skovgaard     |
| 4  | Danmark | M6  | Melanie Smith          |
| 5  | Danmark | H9  | Sofie Bloch-Sørensen   |
| 7  | Danmark | M6  | Daniella Dragojevic    |
| 8  | Danmark | V9  | Nanna Friis            |
| 9  | Danmark | H9  | Stine Yde              |
| 10 | Danmark | M9  | Christina Krogshede    |

| Nr | Land    | Pos | Namn                     |
| -- | ------- | --- | ------------------------ |
| 11 | Danmark | V9  | Simone Spur Pedersen     |
| 13 | Danmark | H6  | Josephine Touray         |
| 14 | Danmark | M9  | Ida Kristine Olesen      |
| 15 | Danmark | M6  | Juloe Engelhardt Hansen  |
| 17 | Danmark | V6  | Julie Transel            |
| 18 | Danmark | H9  | Stine Frandsen           |
| 19 | Danmark | V6  | Simone Toftdahl-Pedersen |
| 21 | Danmark | H6  | Mie Vinter               |
| 24 | Danmark | M6  | Marianne Bonde           |
| 27 | Danmark | V9  | Olivera Jurisic          |

### Herrlaget
- Uppdaterad: 7 april 2011[4]

| Nr | Land    | Pos | Namn                     |
| -- | ------- | --- | ------------------------ |
| 1  | Danmark | MV  | Frederik Kjaer Andersson |
| 2  | Danmark | V6  | Mads Knutzon             |
| 3  | Danmark | V9  | Nikolaj Koch-Hansen      |
| 4  | Danmark | H9  | Mikael Fruelund          |
| 5  | Danmark | M6  | Anders Bendtsen          |
| 6  | Danmark | V6  | Simon Hammer             |
| 7  | Danmark | H6  | Rasmus Abrahamsen        |
| 8  | Danmark | V9  | Rasmus Quist Dehn        |
| 9  | Danmark | M6  | Michael Sahl Hansen      |
| 10 | Danmark | H6  | Anders Christensen       |

| Nr | Land      | Pos | Namn                  |
| -- | --------- | --- | --------------------- |
| 11 | Danmark   | V9  | Kasper Olsen          |
| 12 | Danmark   | MV  | Emil Kulmann Jakobsen |
| 13 | Island    | M6  | Gisli Kristjansson    |
| 14 | Danmark   | H9  | Casper Wagner         |
| 15 | Danmark   | M9  | Rune Poulsen          |
| 16 | Frankrike | MV  | Jerome Cazal          |
| 17 | Danmark   | V9  | Sebastian Koch-Hansen |
| 18 | Danmark   | H6  | Kristoffer Ernest     |
| 19 | Danmark   | M9  | Ulrik Knudsen         |
| 21 | Danmark   | H6  | Chris Jonsson         |